# Halálozások 1942-ben
Ez a szócikk az 1942-es évben elhunyt nevezetes személyeket sorolja fel.

## December
| Dátum        | Név                         | Foglalkozás / tisztség | Kor | Forrás |
| ------------ | --------------------------- | --- | --- | ------ |
| december 21. | Franz Boas                  | német származású amerikai fizikus, szociológus, kulturális antropológus                                                                  | 084 |        |
| december 8.  | Albert Kahn                 | amerikai építész (Detroit) | 073 |        |
| december 8.  | Eitel Friedrich von Preußen | porosz királyi és német császári herceg, a Német Császári Hadsereg vezérőrnagya, a johannita lovagrend protestáns ágának 34. nagymestere | 059 |        |

## November
| Dátum | Név | Foglalkozás / tisztség | Kor | Forrás |
| ----- | --- | ---------------------- | --- | ------ |

## Október
| Dátum | Név | Foglalkozás / tisztség | Kor | Forrás |
| ----- | --- | ---------------------- | --- | ------ |

## Szeptember
| Dátum | Név | Foglalkozás / tisztség | Kor | Forrás |
| ----- | --- | ---------------------- | --- | ------ |

## Augusztus
| Dátum | Név | Foglalkozás / tisztség | Kor | Forrás |
| ----- | --- | ---------------------- | --- | ------ |

## Július
| Dátum      | Név                      | Foglalkozás / tisztség                                        | Kor | Forrás |
| ---------- | ------------------------ | ------------------------------------------------------------- | --- | ------ |
| július 23. | Adam Czerniaków          | lengyel mérnök, szenátor, a Varsói gettó vezetője (1939–1942) | 061 |        |
| július 8.  | Louis Franchet d’Espèrey | francia első világháborús tábornagy                           | 086 |        |

## Június
| Dátum      | Név               | Foglalkozás / tisztség | Kor | Forrás |
| ---------- | ----------------- | --- | --- | ------ |
| június 18. | Jozef Gabčík      | szlovák katonák, az Anthropoid hadművelet végrehajtói                                                                                                | 030 |        |
| június 18. | Jan Kubiš         | szlovák katonák, az Anthropoid hadművelet végrehajtói                                                                                                | 028 |        |
| június 4.  | Reinhard Heydrich | német nemzetiszocialista politikus, SS-Obergruppenführer, az RSHA vezetője, a Cseh–Morva Protektorátus protektorhelyettese, a holokauszt kitervelője | 038 |        |
| június 2.  | Bunny Berigan     | amerikai dzsessztrombitás, énekes, zenekarvezető | 033 |        |

## Május
| Dátum     | Név               | Foglalkozás / tisztség                         | Kor | Forrás |
| --------- | ----------------- | ---------------------------------------------- | --- | ------ |
| május 29. | John Barrymore    | amerikai színész                               | 060 |        |
| május 20. | Hector Guimard    | francia építész (párizsi metróállomások)       | 075 |        |
| május 7.  | Felix Weingartner | osztrák karmester, zeneszerző, zongorista, író | 078 |        |

## Április
| Dátum       | Név                  | Foglalkozás / tisztség                                           | Kor | Forrás |
| ----------- | -------------------- | ---------------------------------------------------------------- | --- | ------ |
| április 24. | Lucy Maud Montgomery | kanadai írónő                                                    | 067 |        |
| április 15. | Robert Musil         | osztrák író, esszéíró, matematikus, filozófus                    | 061 |        |
| április 3.  | Siklós Albert        | zeneszerző, zenetörténész, gordonkaművész, lapszerkesztő, oktató | 063 |        |

## Március
| Dátum       | Név                  | Foglalkozás / tisztség                                 | Kor | Forrás |
| ----------- | -------------------- | ------------------------------------------------------ | --- | ------ |
| március 12. | Robert Bosch         | német mérnök, feltaláló, üzletember, a Bosch alapítója | 080 |        |
| március 12. | William Henry Bragg  | Nobel-díjas angol fizikus, kémikus                     | 079 |        |
| március 8.  | José Raúl Capablanca | világbajnok kubai sakkozó                              | 053 |        |

## Február
| Dátum       | Név            | Foglalkozás / tisztség                        | Kor | Forrás |
| ----------- | -------------- | --------------------------------------------- | --- | ------ |
| február 24. | Anton Drexler  | német politikus, a Német Munkáspárt alapítója | 057 |        |
| február 21. | Heinz Hitler   | német katona, Adolf Hitler unokaöccse         | 021 |        |
| február 2.  | Danyiil Harmsz | orosz író, költő, humorista                   | 036 |        |

## Január
| Dátum      | Név                   | Foglalkozás / tisztség                                                                                   | Kor | Forrás |
| ---------- | --------------------- | --- | --- | ------ |
| január 27. | Dobrovits Péter       | magyarországi szerb festő, politikus, a rövid életű Baranya–bajai Szerb–Magyar Köztársaság elnöke (1921) | 052 |        |
| január 26. | Felix Hausdorff       | német matematikus, topológus                                                                             | 073 |        |
| január 17. | Walther von Reichenau | német tábornagy, hadseregcsoport-főparancsnok                                                            | 057 |        |
| január 9.  | Heber Doust Curtis    | amerikai csillagász                                                                                      | 069 |        |